# Kaspersky PURE
Kaspersky Pure este o soluție de securitate completă de la Kaspersky lansat în anul 2010. Kaspersky PURE include componentele care sunt incluse în suita Internet Security în plus include control avansat parental, instrument de copiere de rezervă, un manager de parole, ștergerea permanentă a fișierelor și un instrument de criptare.

## Versiuni

### Pure 1.0
Kaspersky Pure a fost prezentat la expoziția CeBIT 2010 din Europa și a fost comercializat din 30 martie 2010.
Kaspersky PURE combină protecția de orice fel împotriva amenințărilor web cu caracteristici ca tehnologia "sandbox" care permite rularea aplicaților suspecte într-un mediu virtual.
Acesta are detecție proactivă a amenințărilor necunoscute, controlul aplicării și restricții cu privire la nivelul de acces pe care programele suspecte trebuie sa parole, login-uri, informații cu caracter personal și setările software-ului sistemului de operare.

### Pure 2.0
Pe 27 martie 2012 Kaspersky Lab anunță lansarea comercială a suitei Kaspersky PURE 2.0.
Aplicația a fost optimizată pentru cele mai comune scenarii de utilizatori conectați: vizionarea de filme (inclusiv de înaltă rezoluție (HDTV), căutare și navigare pe pagini web, efectuarea de apeluri prin VoIP (Skype și etc ), jocuri online și altele.
Sistemul intelectual de descărcare a actualizărilor permite să descărcarea componentele bazelor de date ale aplicației activate, astfel încât se reduce volumul de actualizări descărcate și timpul necesar pentru descărcare. Suportă ecranele touch-screen.

### Pure 3.0
Pe 12 martie 2013, Kaspersky Lab anunță lansarea comercială a suitei Kaspersky PURE 3.0 cu numărul de versiune: 13.0.2.558 (versiune box) și 13.0.2.558 (versiunea eStore).
PURE 3.0 vă oferă posibilitatea de a rula backup-uri online gratuite, caracteristica de backup utilizează Dropbox stocare în nor (cloud storage) cu care se poate obținețe până la 2 GB de stocare online gratuită.
Paravanul de protecție se ocupă de expolatarea de atacuri pentru a vă asigura că sunteți protejat împotriva nou-nouț exploit pentru care nu există patch-uri. Cu toate acestea, puteți să mergeți atacuri cunoscute de către pur și simplu a menține sistemul de operare, browsere și aplicații sensibile pe deplin patch-uri. Scanarea vulnerabilității oferă o Scanare completă anti-malware, generează un raport cu privire la componentele de sistem importante fără patch-uri și aplicații de la terți.